# Tudo ao Molho e Fé em Deus
Tudo ao Molho e Fé em Deus é uma série produzida para RTP, em 1995, da autoria de Ana Bola e Rosa Lobato de Faria, com realização de Nicolau Breyner.

## Sinopse
Pessoas diferentes: um fotógrafo "engatatão", um escultor, um padre, uma "tia" e uma estilista, alugam a mesma casa onde passam a viver. Cada um tem as suas idiossincrasias, as suas manias, a sua forma de viver e isso cria as maiores confusões entre aquela gente toda.
Uma divertida série de comédia, onde vale tudo...

## Elenco
- Alexandra Lencastre - Helena Lourenço (Helinha)
- Ana Bustorff - Carlinha
- Diogo Infante - Carlos Jorge (Cajó)
- Igor Sampaio - Agostinho Cruz
- José Pedro Gomes - Alberto

Atores convidados: